# Chiesa di Sant'Andrea (Faido)
La chiesa di Sant'Andrea è un luogo di culto cattolico che sorge a Faido.

## Storia
Sebbene il suo aspetto odierno risalga alla modifica apportata fra il 1829 e il 1838, quando fu abbattuta e ricostruita in due fasi, la prima menzione della chiesa risale al XIII secolo. Al testimonianza del periodo medievale rimane il campanile in stile romanico. Nel 1579 l'edificio diventò sede di una parrocchia autonoma. Il mosaico in facciata, una Pesca miracolosa opera di Aurelio Gonzato, risale al 1959.

## Descrizione

### Organo a canne
Sulla cantoria in controfacciata, si trova l'organo a canne Mascioni opus 312, costruito nel 1912 e revisionato ed ampliato dalla stessa ditta nel 1980.
Lo strumento, a trasmissione pneumatica, ha due tastiere di 58 note ciascuna ed una pedaliera di 27, e dispone di 17 registri.